# Amnesia Scanner
Amnesia Scanner è un gruppo musicale elettronico finlandese stabilitosi a Berlino, formato da Ville Haimala e Martti Kalliala. Dal 2018 pubblicano sotto l'etichetta discografica PAN.
Il loro EP fisico di debutto è stato messo sul mercato in esclusiva come edizione in vinile nel 2016.

## Discografia

### Album in studio
- Another Life (2018)
- Tearless (2020)
- STROBE.RIP (2023)

### EP
- Angels Rig Hook (2015) (esclusiva in vinile di edizione limitata)
- AS (2016) (esclusiva in vinile)

### Mixtape
- Cyber Monday (2015)
- LEXACHAST (2016) (con Bill Kouligas)
- AS Truth (2017)